# Peloponnesoshagedis
De peloponnesoshagedis, ook wel peloponnesosmuurhagedis (Podarcis peloponnesiacus) is een middelgrote hagedis uit de familie echte hagedissen (Lacertidae).

## Naamgeving en taxonomie
De wetenschappelijke naam van de soort werd voor het eerst voorgesteld door Gabriel Bibron en Jean-Baptiste Bory de Saint-Vincent in 1833. Oorspronkelijk werd de naam Lacerta peloponnesiaca gebruikt. Vroeger werd de hagedis net als alle Podarcis- soorten tot het geslacht halsbandhagedissen (Lacerta) gerekend. De verouderde wetenschappelijke naam werd geschreven als Podarcis peloponnesiaca.

### Ondersoorten
Er worden tegenwoordig drie ondersoorten erkend die voornamelijk verschillen in verspreidingsgebied.
| Naam                           | Auteur              | Verspreidingsgebied        |
| ------------------------------ | ------------------- | -------------------------- |
| Podarcis peloponnesiacus lais  | Buchholz, 1960      | Achaea, Ilis               |
| Podarcis peloponnesiacus       | Bibron & Bory, 1833 | Lakonia, Messenië, Arkadia |
| Podarcis peloponnesiacus thais | Buchholz, 1960      | Argolis, Korinthe          |

## Uiterlijke kenmerken
De peloponnesoshagedis is sterk gestreept en de mannetjes hebben vaak een blauwige achterzijde, ze hebben met name in de paartijd bonte kleuren; de mannetjes hebben een knaloranje buik, onderkaak en onderzijde van de poten, heldere blauwe vlekken bij de pootoksels, gele strepen op de rug en lichtblauwe flanken. De vrouwtjes zijn bruin met twee lichte gele strepen op de rug. De lichaamslengte zonder staart bedraagt ongeveer 8,5 centimeter en de totale lichaamslengte kan oplopen tot 30 centimeter.
Er is overigens ook een peloponnesoskielhagedis (Algyroides moreoticus), die echter duidelijk gekielde schubben heeft en ook qua kleurpatroon duidelijk afwijkt.

## Verspreidingsgebied en habitat
De peloponnesoshagedis komt voor in zuidelijk Europa en leeft endemisch in Griekenland. Zoals de naam al doet vermoeden komt de soort alleen voor op het grote schiereiland Peloponnesos. De hagedis wordt aangetroffen op natuurlijke onregelmatige delen van het landschap, zoals rotsen en in olijfstruiken maar kan ook op menselijke gebouwen worden aangetroffen zoals ruïnes en zelfs op meer moderne bouwwerken is de hagedis te vinden. De peloponnesoshagedis leeft van insecten en wordt aangetroffen van zeeniveau tot de hogere delen van het schiereiland.

## Beschermingsstatus
Door de internationale natuurbeschermingsorganisatie IUCN is de beschermingsstatus 'veilig' toegewezen (Least Concern of LC).

## Afbeeldingen

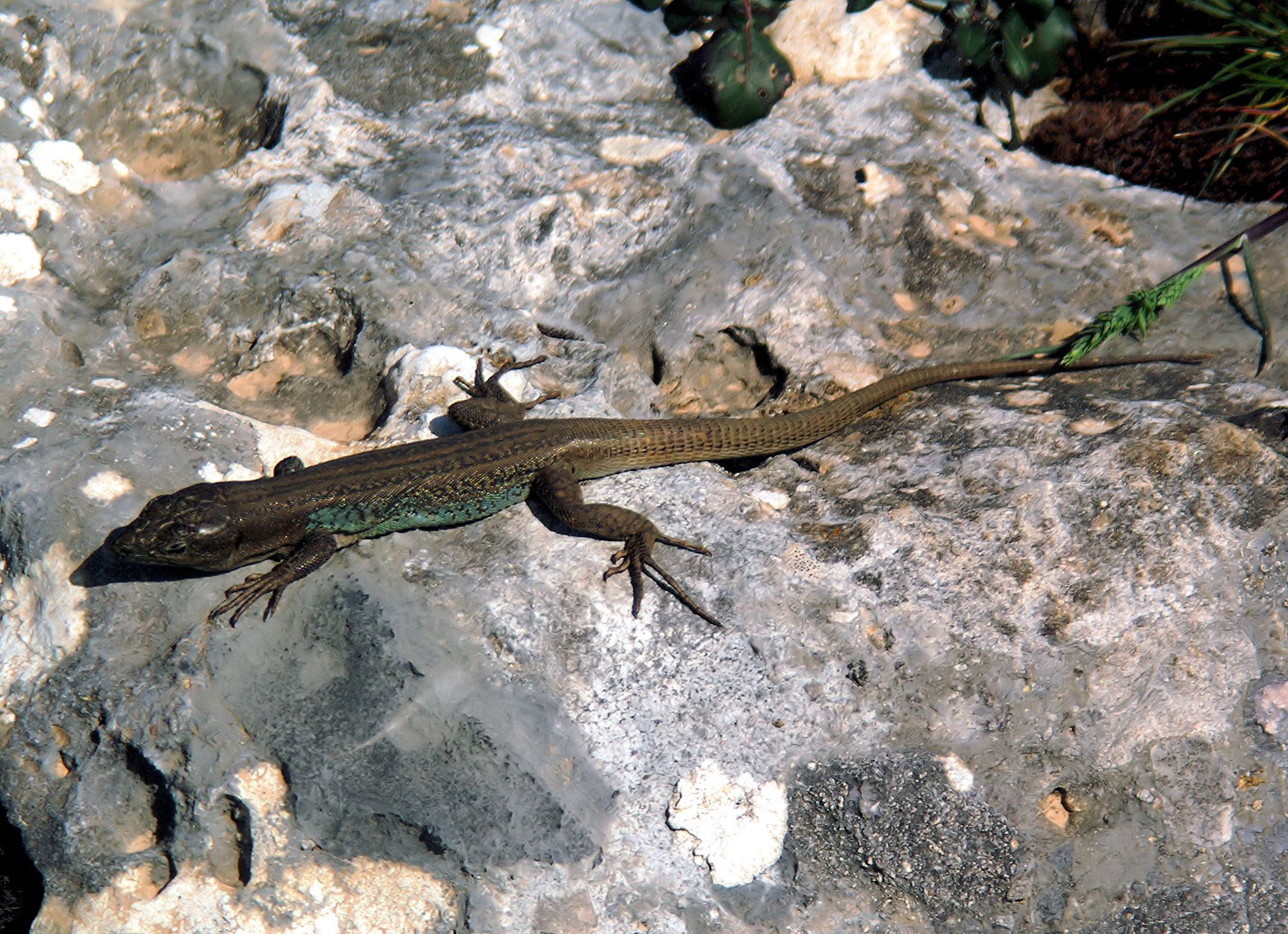
Mannetje
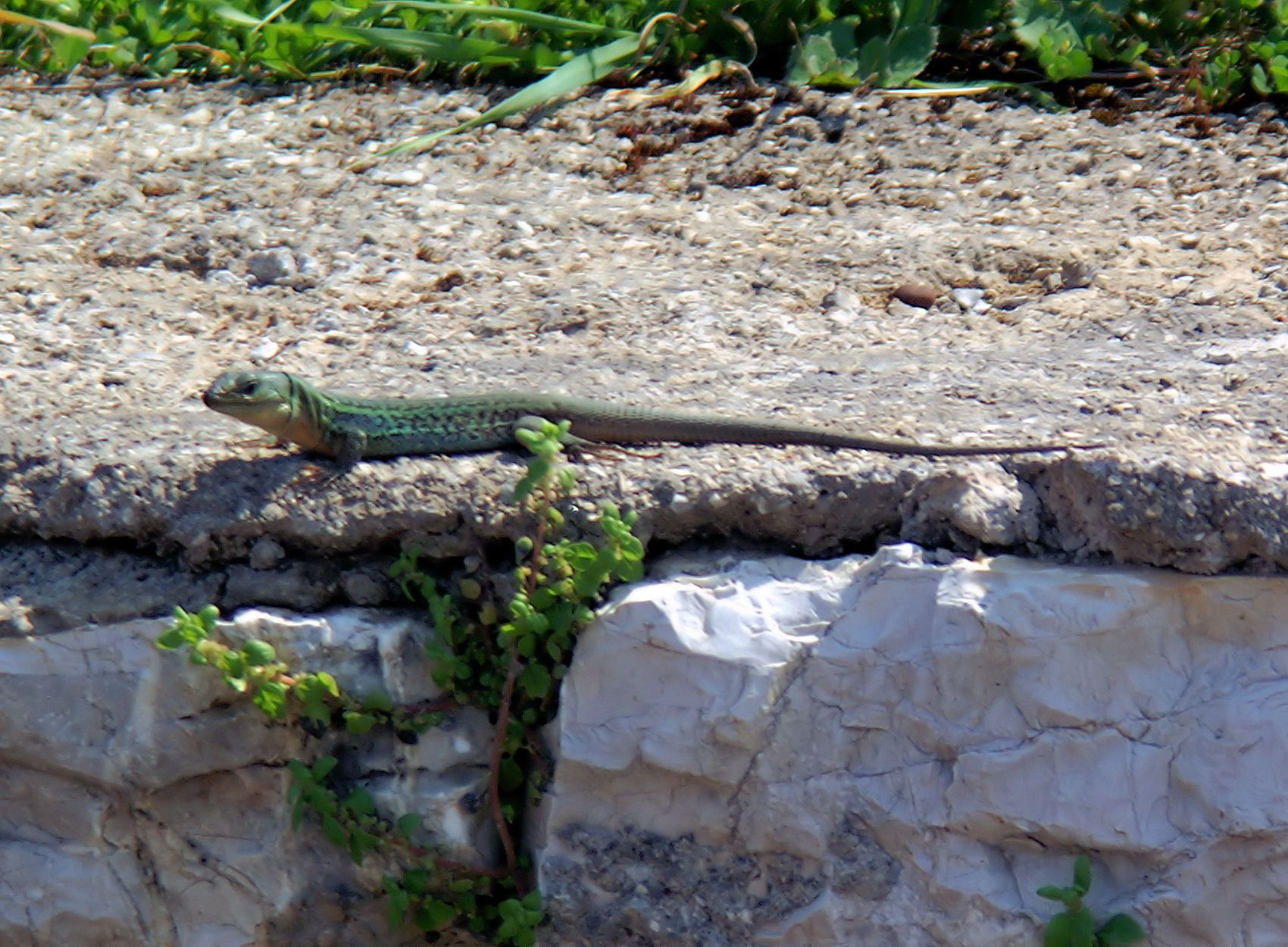
Mannetje
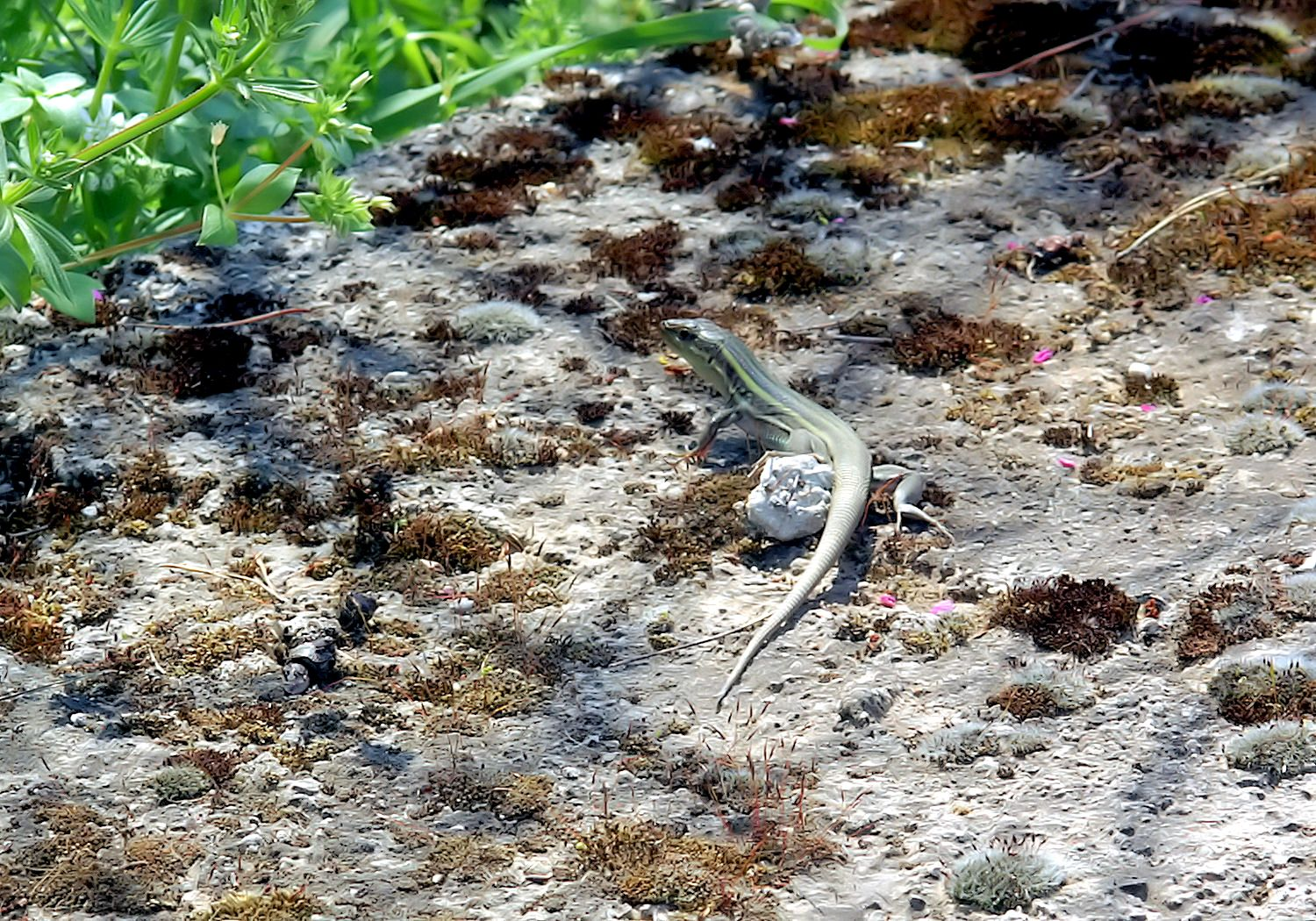
Vrouwtje